# 奧克諾爾 (加利福尼亞州)
奧克諾爾（英語：Oak Knoll）是位於美國加利福尼亞州納帕縣的一個非建制地區。該地的面積和人口皆未知。

## 地理
奧克諾爾的座標為38°21′30″N 122°20′05″W / 38.35833°N 122.33472°W，而該地的平均海拔高度為34米（即112英尺）。